# Neider Morantes
Néider Yesid Morantes Londoño (Medellín, 3 de agosto de 1975) é um ex-futebolista profissional colombiano, que atuava como meia.

## Carreira
Arley Dinas fez parte do elenco da Seleção Colombiana de Futebol na Copa América de 1997, 1999 e 2004.